# خافيير غارسيا (لاعب كرة يد)
خافيير غارسيا (بالإسبانية: Javier García)‏ (20 أبريل 1947 - ) هو لاعب كرة يد إسباني. شارك في الألعاب الأولمبية الصيفية 1972.

## وصلات خارجية
- خافيير غارسيا على موقع اللجنة الأولمبية الدولية (الإنجليزية)
- خافيير غارسيا على موقع أوليمبيديا (الإنجليزية)